# I'm a Slave for You
Singles de Britney Spears
Don't Let Me Be the Last to Know
(2001) Overprotected
(2001)
Pistes de Britney
Overprotected
I'm a Slave 4 U est le premier single extrait de l'album Britney de la chanteuse américaine pop Britney Spears sorti en 2001. C'est la première fois que la chanteuse s'entoure de The Neptunes pour produire ce titre davantage tourné vers le R&B qu'auparavant. Le clip illustre le changement d'image opéré par Britney, passant de l'idole teen-pop à la sulfureuse star mondiale : chaleur suffocante, proximité outrancière de ses danseurs, string porté par-dessus le jean...

## Classements
| Classement (2001)                          | Meilleures Positions |
| ------------------------------------------ | -------------------- |
| Monde                                      | 5                    |
| Argentine                                  | 1                    |
| Australie                                  | 7                    |
| Autriche                                   | 6                    |
| Belgique                                   | 6                    |
| Brésil                                     | 1                    |
| Canada                                     | 8                    |
| Chili                                      | 1                    |
| Canada BDS Airplay Chart                   | 1                    |
| Danemark                                   | 6                    |
| Allemagne                                  | 6                    |
| Europe Hot 100 Singles                     | 5                    |
| Finlande                                   | 4                    |
| France                                     | 8                    |
| Allemagne                                  | 5                    |
| Grèce                                      | 1                    |
| Irlande                                    | 1                    |
| Israël                                     | 1                    |
| Italie                                     | 4                    |
| Japon Oricon Singles Chart                 | 33                   |
| Japon Oricon International Singles Chart   | 1                    |
| Japon J-Wave Tokio Hot 100 Airplay Chart   | 1                    |
| Nouvelle-Zélande                           | 13                   |
| Norvège                                    | 3                    |
| Philippines                                | 1                    |
| Portugal                                   | 2                    |
| Espagne                                    | 2                    |
| Suède                                      | 7                    |
| Suisse                                     | 7                    |
| Thaïlande                                  | 1                    |
| Royaume-Uni                                | 4                    |
| États-Unis Billboard Hot 100               | 27                   |
| États-Unis Billboard Hot R&B/Hip-Hop Songs | 85                   |
| États-Unis Billboard Hot Dance Club Play   | 3                    |
| Liban Top 40                               | 1 (15 semaines)      |